# カラーテ・ウーリオ
カラーテ・ウーリオ（イタリア語: Carate Urio）は、イタリア共和国ロンバルディア州コモ県にある、人口約1,100人の基礎自治体（コムーネ）。

## 地理

### 位置・広がり
コモ県中部に位置するコモ湖畔のコムーネ。県都コモから北北東へ8kmの距離にある。

#### 隣接コムーネ
隣接するコムーネは以下の通り。
- ブリエンノ
- ファッジェート・ラーリオ
- ラーリオ
- モルトラージオ
- スキニャーノ
- トルノ

### 地震分類
イタリアの地震リスク階級 (it) では、4 に分類される
。

## 行政

### 山岳部共同体
広域行政組織である山岳部共同体「ラーリオ・インテルヴェーゼ山岳部共同体」 (it:Comunità montana del Lario Intelvese) （事務所所在地: チェントロ・ヴァッレ・インテルヴィ）を構成するコムーネの一つである。

### 分離集落
カラーテ・ウーリオには、以下の分離集落（フラツィオーネ）がある。
- Cavadino, Greppone, Lestresio, Olzavino, Pangino, Riva, Urio